# Mareya
Mareya é um género botânico pertencente à família Euphorbiaceae.
As espécies estão distribuidas na África ocidental.

## Espécies
Composto por sete espécies:
| - Mareya acuminata - Mareya brevipes - Mareya congolensis - Mareya leonensis | - Mareya longifolia - Mareya micrantha - Mareya spicata |

## Nome e referências
Mareya Baill.